# Aban Marker Kabraji
Aban Marker Kabraji (Bombay, 12 de marzo de 1953), es una bióloga y científica paquistaní de origen parsi. Fue directora regional de la Oficina Regional de Asia de la Unión Internacional para la Conservación de la Naturaleza, la UICN, hasta principios de 2021 cuando se retiró de su cargo. Anteriormente, fue representante de país de la oficina de la UICN en Pakistán.

## Trabajo
Kabraji brindó liderazgo estratégico para la Oficina Regional de Asia de la UICN en Bangkok, Tailandia, de 1998 a 2021. Esto incluyó la supervisión de 11 oficinas de país con casi 300 empleados y unas 70 iniciativas ambientales. Kabraji estuvo en la UICN desde 1988, cuando se incorporó a la oficina de Pakistán como representante de país. Desde entonces, ha acumulado una amplia experiencia en negociaciones con gobiernos, miembros de la UICN y socios para apoyar la implementación de las principales convenciones mundiales, como la Convención sobre la Diversidad Biológica, Ramsar y CITES.
Kabraji copreside la iniciativa regional Mangroves for the Future de la UICN y el PNUD y es la presidenta designada de TRAFFIC, una red de monitoreo del comercio de vida silvestre. También copresidió el comité asesor de Ecosystems for Life, un programa de diálogo sobre el agua entre Bangladés y la India. Kabraji ha sido miembro de la Junta Asesora Externa del Instituto Global de Silvicultura Sostenible de Yale y de la Junta de Gobierno del Instituto Internacional para el Desarrollo Sostenible (IISD). Kabraji es miembro de McCluskey y profesora invitada en la Escuela de Silvicultura y Estudios Ambientales de Yale y miembro del Comité Asesor del Centro de las Naciones Unidas para el Desarrollo Regional.
Anteriormente en su carrera, Kabraji estuvo involucrada en la conservación de la población de tortugas verdes en peligro de extinción frente a las costas de Karachi y Baluchistán.